# Basílica de Saccargia

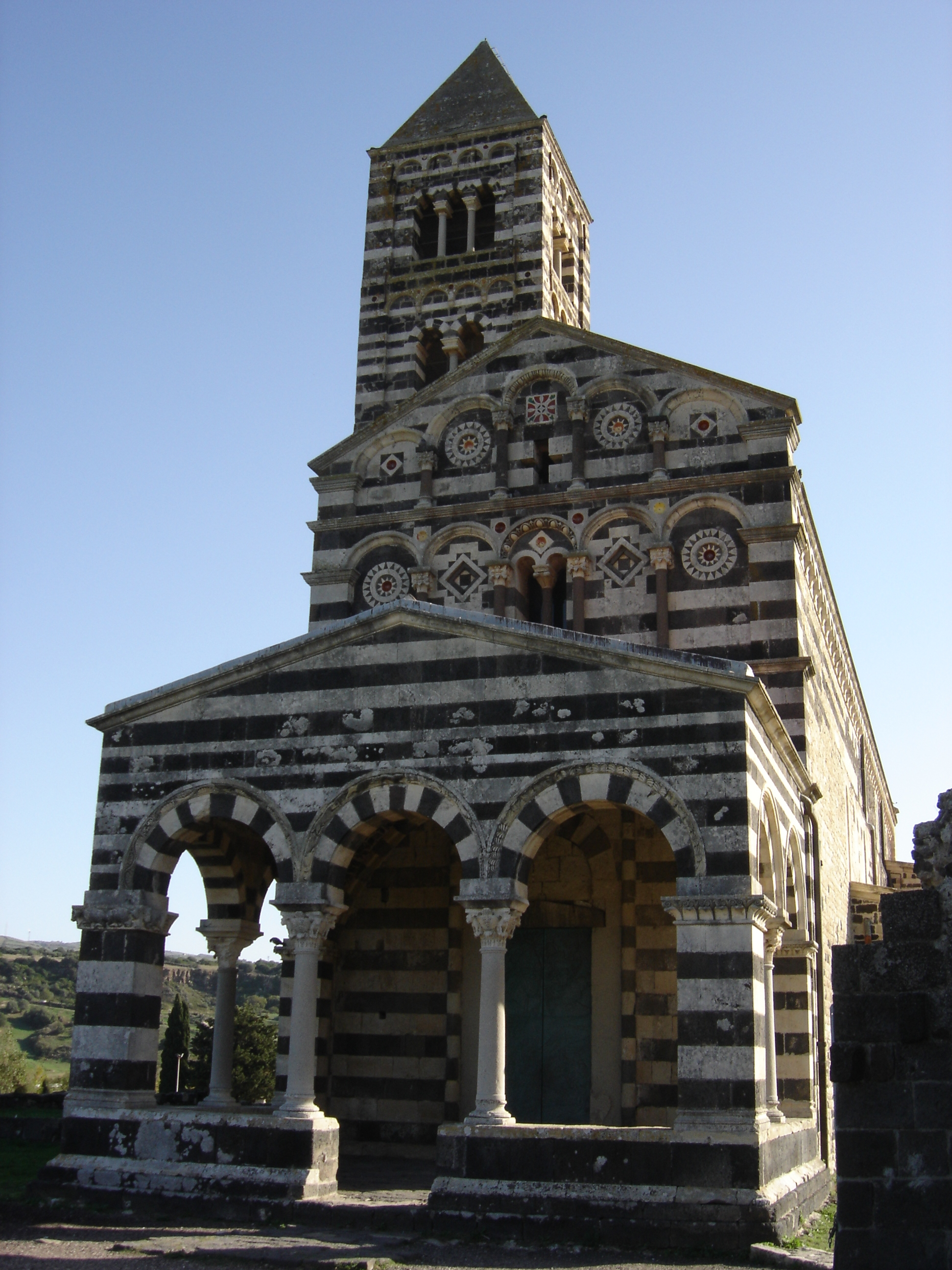
Fachada principal.

La Basilica della Santissima Trinità di Saccargia (español: "Basílica de la Santísima Trinidad de Saccargia") es una iglesia en el término municipal de Codrongianos, al norte de Cerdeña (Italia). Es el sitio románico más importante de la isla. La construcción está hecha totalmente con piedra local (basalto negro y piedra caliza), con una apariencia típica del estilo románico toscano.
La iglesia fue terminada en 1116 sobre las ruinas de un monasterio preexistente, y consagrado el 5 de octubre del mismo año. Su construcción fue ordenada por Constantino I de Torres. Fue confiada a los monjes de la Orden de la Camáldula que aquí fundaron una abadía, que más tarde fue ampliada en estilo pisano, incluyendo la adición de la torre del campanario de altura. El pórtico de la fachada es también, probablemente, una adición más actual, y se atribuye a los trabajadores de Lucca.
La iglesia fue abandonada en el siglo XVI, hasta que fue restaurada y reabierta en el siglo XX